# Moulon (Loiret)
Moulon – miejscowość i gmina we Francji, w Regionie Centralnym, w departamencie Loiret.
Według danych na rok 1990 gminę zamieszkiwały 172 osoby, a gęstość zaludnienia wynosiła 18 osób/km² (wśród 1842 gmin Centre, Moulon plasuje się na 966. miejscu pod względem liczby ludności, natomiast pod względem powierzchni na miejscu 1167.).